# Scaunul Cincului

„Scaunul Cincului” în secolul al XV-lea

## Începuturile colonizării
Colonizarea primelor așezări în capitulul Cincu a început înainte de anul 1200. După opinia lui Friedrich Teutsch, acestea au fost: Cincu Mare, Dealu Frumos și Merghindeal urmate în a doua fază de Agnita, Bărcuț, Boholț, Bruiu, Calbor, Cincșor, Felmer, Gherdeal, Noiștat, Rodbav, Șeliștat, Șoarș, Șomartin, Toarcla, Vărd și Veseud.

## Domenii aparținătoare

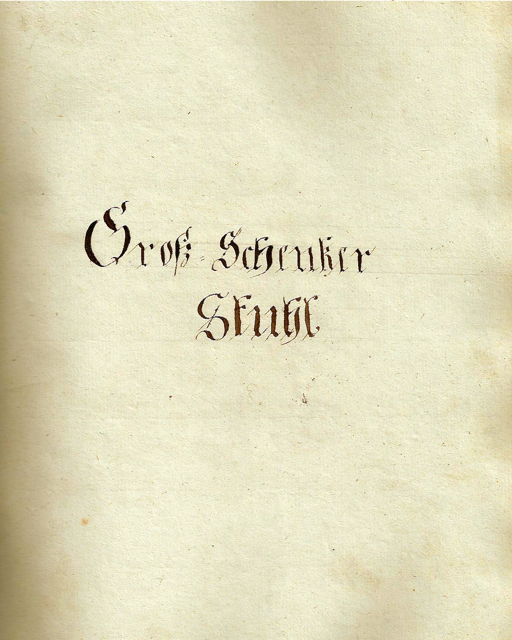
Dangalele scaunului Cincu

Scaunul Cincului (în germană Grossschenker Stuhl, în maghiară Nagysink szék) avea în componență următoarele localități :
- Agnita, germană Agneteln, maghiară Szentágota.
- Bărcuț, în germană Bekokten/Brekokten, în maghiară Báránykút.
- Boholț, în germană Bucholz, în maghiară Boholc.
- Bruiu, în germană Braller, în maghiară Brulya.
- Calbor, în germană Kaltbrunnen, în maghiară Kálbor.
- Cincșor, în germană Kleinschenk, în maghiară Kissink.
- Cincu, în germană Großschenk, în maghiară Nagysink.
- Dealu Frumos/Șulumberg, în germană Schönberg, în maghiară Lesses.
- Gherdeal, în germană Gürteln, în maghiară Gerdály.
- Iakobeni/Iacăsdorf, în germană Jakobsdorf, în maghiară Jakabfalva.
- Merghindeal, în germană Mergeln/Mergental, în maghiară Morgonda.
- Movile/Hundrubechiu, în germană Hundertbücheln, în maghiară Szászhalom.
- Noiștat, în germană Neustadt, în maghiară Újvaros.
- Rodbav, în germană Rohrbach, în maghiară Nádpatak.
- Ruja, în germană Roseln/Rosental, în maghiară Rozsonda.
- Seliștat, în germană Seligstadt, în maghiară Boldgváros.
- Stejărișu/Proștea, în germană Probstdorf, în maghiară Prepostfalva.
- Șoarș, în germană Scharosch/Schars, în maghiară Saros/Nagysáros.
- Șomartin, în germană Martinsberg, în maghiară Mártonhegy.
- Toarcla, în germană Tarteln/Tartlau, în maghiară Kisprázsmár.
- Vărd, în germană Werd, în maghiară Vérd.
- Veseud, în germană Zied, în maghiară Vessződ.